# Calle Järnkrok
Calle Järnkrok (né le 25 septembre 1991 à Gävle en Suède) est un joueur professionnel suédois de hockey sur glace. Il évolue au poste de centre. Il est le cousin d'Elias Lindholm et le neveu de Mikael Lindholm.

## Biographie

### Carrière en club
Formé au Brynäs IF, il débute avec l'équipe première dans l'Elitserien en 2009. Lors du repêchage d'entrée dans la LNH 2010, il est choisi au deuxième tour, à la 51e place au total par les Red Wings de Détroit. Il remporte le Trophée Le Mat 2012 avec Brynäs. Il est sélectionné au deuxième tour en 43e position lors du repêchage d'entrée dans la KHL 2011 par le Severstal Tcherepovets. Il part en Amérique du Nord en 2013. Il est assigné aux Griffins de Grand Rapids club ferme des Red Wings dans la Ligue américaine de hockey. 
Le 5 mars 2014, il est échangé aux Predators de Nashville avec Patrick Eaves et un choix conditionnel de 3e tour au repêchage d'entrée dans la LNH 2014 en retour de David Legwand. 
Il joue son premier match dans la Ligue nationale de hockey avec les Predators, le 21 mars 2014, contre les Flames de Calgary et inscrit sa première assistance. Il marque son premier but le 27 mars face aux Sabres de Buffalo.
Il est choisi par le Kraken de Seattle lors du repêchage d'expansion, le 21 juillet 2021.
Le 16 mars 2022, il est cédé aux Flames de Calgary contre des choix de 2e tour en 2022, de 3e tour en 2023 et de 7e tour en 2024.

### Carrière internationale
Il représente la Suède au niveau international. Il a participé aux sélections jeunes. Il honore sa première sélection senior le 10 novembre 2011 lors d'une défaite 5-2 face à la République tchèque, pour un match de la Coupe Karjala. Il marque son premier but pour sa deuxième cape le 12 novembre 2011 lors d'une défaite 4-1 face à la Russie.

## Statistiques

### En club
| Saison     | Équipe                   | Ligue         |     | Saison régulière | Saison régulière | Saison régulière | Saison régulière | Saison régulière |   | Séries éliminatoires | Séries éliminatoires | Séries éliminatoires | Séries éliminatoires | Séries éliminatoires |
| Saison     | Équipe                   | Ligue         | PJ  | B                | A                | Pts              | Pun              | PJ               | B | A                    | Pts                  | Pun                  |                      |                      |
| 2007-2008  | Brynäs IF                | J20 Superelit | 2   | 0                | 0                | 0                | 2                |                  |   |                      |                      |                      |                      |                      |
| 2008-2009  | Brynäs IF                | J20 Superelit | 41  | 8                | 18               | 26               | 37               | 7                | 4 | 3                    | 7                    | 2                    |                      |                      |
| 2009-2010  | Brynäs IF                | J20 Superelit | 19  | 11               | 20               | 31               | 30               | 2                | 0 | 1                    | 1                    | 0                    |                      |                      |
| 2009-2010  | Brynäs IF                | Elitserien    | 33  | 4                | 6                | 10               | 2                | 5                | 1 | 1                    | 2                    | 0                    |                      |                      |
| 2010-2011  | Brynäs IF                | Elitserien    | 49  | 11               | 16               | 27               | 4                | 3                | 3 | 0                    | 3                    | 2                    |                      |                      |
| 2011-2012  | Brynäs IF                | Elitserien    | 50  | 16               | 23               | 39               | 22               | 16               | 4 | 12                   | 16                   | 12                   |                      |                      |
| 2012-2013  | Brynäs IF                | Elitserien    | 53  | 13               | 29               | 42               | 12               | 4                | 0 | 0                    | 0                    | 6                    |                      |                      |
| 2012-2013  | Griffins de Grand Rapids | LAH           | 9   | 0                | 3                | 3                | 0                | -                | - | -                    | -                    | -                    |                      |                      |
| 2013-2014  | Griffins de Grand Rapids | LAH           | 57  | 13               | 22               | 35               | 16               | -                | - | -                    | -                    | -                    |                      |                      |
| 2013-2014  | Admirals de Milwaukee    | LAH           | 6   | 5                | 4                | 9                | 0                | 3                | 1 | 1                    | 2                    | 2                    |                      |                      |
| 2013-2014  | Predators de Nashville   | LNH           | 12  | 2                | 5                | 7                | 4                | -                | - | -                    | -                    | -                    |                      |                      |
| 2014-2015  | Predators de Nashville   | LNH           | 74  | 7                | 11               | 18               | 18               | 6                | 0 | 2                    | 2                    | 0                    |                      |                      |
| 2015-2016  | Predators de Nashville   | LNH           | 81  | 16               | 14               | 30               | 14               | 14               | 0 | 1                    | 1                    | 4                    |                      |                      |
| 2016-2017  | Predators de Nashville   | LNH           | 81  | 15               | 16               | 31               | 25               | 21               | 2 | 5                    | 7                    | 2                    |                      |                      |
| 2017-2018  | Predators de Nashville   | LNH           | 68  | 16               | 19               | 35               | 12               | 7                | 0 | 1                    | 1                    | 0                    |                      |                      |
| 2018-2019  | Predators de Nashville   | LNH           | 79  | 10               | 16               | 26               | 12               | 6                | 0 | 2                    | 2                    | 2                    |                      |                      |
| 2019-2020  | Predators de Nashville   | LNH           | 64  | 15               | 19               | 34               | 14               | 4                | 1 | 0                    | 1                    | 0                    |                      |                      |
| 2020-2021  | Predators de Nashville   | LNH           | 49  | 13               | 15               | 28               | 14               | 5                | 0 | 1                    | 1                    | 2                    |                      |                      |
| 2021-2022  | Kraken de Seattle        | LNH           | 49  | 12               | 14               | 26               | 2                | -                | - | -                    | -                    | -                    |                      |                      |
| 2021-2022  | Flames de Calgary        | LNH           | 17  | 0                | 4                | 4                | 4                | 12               | 1 | 3                    | 4                    | 0                    |                      |                      |
| 2022-2023  | Maple Leafs de Toronto   | LNH           | 73  | 20               | 19               | 39               | 14               | 11               | 1 | 2                    | 3                    | 0                    |                      |                      |
| 2023-2024  | Maple Leafs de Toronto   | LNH           | 52  | 10               | 11               | 21               | 18               | 7                | 0 | 0                    | 0                    | 0                    |                      |                      |
| Totaux LNH | Totaux LNH               | Totaux LNH    | 699 | 136              | 165              | 301              | 151              | 93               | 5 | 17                   | 22                   | 10                   |                      |                      |

### En équipe nationale
| Année | Compétition                          |    | PJ | B | A | Pts | Pun | +/-                |  | Résultat |
| 2009  | Championnat du monde moins de 18 ans | 6  | 2  | 7 | 9 | 4   | +5  | Cinquième place    |  |          |
| 2011  | Championnat du monde junior          | 6  | 2  | 3 | 5 | 2   | 0   | Quatrième place    |  |          |
| 2012  | Championnat du monde                 | 8  | 0  | 1 | 1 | 0   | 0   | Sixième place      |  |          |
| 2013  | Championnat du monde                 | 10 | 0  | 1 | 1 | 4   | -2  | Médaille d'or      |  |          |
| 2014  | Championnat du monde                 | 10 | 0  | 0 | 0 | 4   | +3  | Médaille de bronze |  |          |